# Фонд Клінтона
Фонд Клінтона (англ. Clinton Foundation), заснований у 2001 році як Президентський фонд Вільяма Дж. Клінтона (англ. William J. Clinton Presidential Foundation) і перейменований у 2013 році на Фонд Білла, Гілларі та Челсі Клінтон (англ. Bill, Hillary & Chelsea Clinton Foundation); є неприбутковою організацією відповідно до розділу 501(c)(3) Податкового кодексу США. Фонд був заснований колишнім президентом США Біллом Клінтоном із заявленою місією «посилити спроможність людей у Сполучених Штатах і в усьому світі протистояти викликам глобальної взаємозалежності». Офіси Фонду розташовані в Нью-Йорку та Літл-Рок, штат Арканзас.
До 2016 року фонд зібрав приблизно 2 мільярди доларів від американських корпорацій, іноземних урядів і корпорацій, політичних донорів та різних інших груп і приватних осіб. Фонд «отримав схвальні відгуки від експертів з філантропії та заручився двопартійною підтримкою». Благодійні гранти не є основним напрямком діяльності Фонду Клінтона, який натомість використовує більшу частину своїх коштів для здійснення власних гуманітарних програм.
Цей фонд є громадською організацією, до якої може зробити пожертву будь-хто, і відрізняється від Фонду сім'ї Клінтон, приватної організації, що займається особистою благодійністю сім'ї Клінтон.
Згідно з інформацією на сайті Фонду Клінтона, ні Білл Клінтон, ні його дочка Челсі Клінтон (обидва є членами правління) не отримують зарплату і не отримують жодного доходу від Фонду. Коли Гілларі Клінтон була членом правління, вона, як повідомляється, також не отримувала жодного доходу від фонду.
У вересні 2023 року було анонсовано запуск ініціативи Фонду Клінтона для підтримки України - Clinton Global Initiative Ukraine Action Network для підтримки неприбуткових організацій, які працюють в Україні.